# Fiat Chrysler Automobiles
Aquesta pàgina és sobre el hòlding de Fiat Group. Per veure l'empresa que va precedir Fiat Chrysler Automobiles, vegeu Fiat S.p.A.. Per veure la subsidiària que produeix cotxes Fiat, vegeu Fiat Automobiles. Per veure la subsidiària que produeix cotxes Chrysler, vegeu Chrysler.
Fiat Chrysler Automobiles, també coneguda com a FCA (BIT FCA}, NYSE FCAU), és una empresa multinacional i el setè fabricant d'automòbils mundial. El grup es va formar el 2014 amb la incorporació de Fiat S.p.A. en una nova empresa hòlding neerlandesa amb la seva seu a Londres (Regne Unit), i que cotitza a la Borsa Italiana i a la New York Stock Exchange.
L'empresa opera a través de dues subsidiàries principals: FCA Italy (prèviament, Fiat Group Automobiles) i FCA US (prèviament, Chrysler LLC) amb moltes marques automobilístiques molt conegudes com a Alfa Romeo, Chrysler, Dodge, Fiat, Fiat Professional, Jeep, Lancia, Ram Trucks, Abarth, Mopar i SRT. FCA també és propietària de Ferrari, Maserati, Comau, Magneti Marelli i Teksid. Avio FCA opera a quatre regions (NAFTA, LATAM, APAC, EMEA).
El 31 d'octubre de 2019, Fiat Chrysler Automobiles i PSA van presentar el seu projecte de fusió al 50% per formar el quart grup d'automoció més gran del món. El 18 de desembre de 2019, FCA i PSA van formalitzar la signatura d'un acord de fusió. El grup fusionat s'anomena Stellantis.

## Marques del Grup Automobilístic
| Marca      | Seu                        | Fundació | Membre del grup | Vehicles matriculats anuals |
| ---------- | -------------------------- | -------- | --------------- | --------------------------- |
| Fiat       | Torí, Itàlia               | 1899     | 1899-Actualitat |                             |
| Lancia     | Torí, Itàlia               | 1906     | 1969-2017       |                             |
| Abarth     | Bolonya, Itàlia            | 1949     | 1971-Actualitat |                             |
| Ferrari    | Maranello, Itàlia          | 1947     | 1975-Actualitat |                             |
| Alfa Romeo | Milà, Itàlia               | 1910     | 1986-Actualitat |                             |
| Maserati   | Bolonya, Itàlia            | 1914     | 1993-Actualitat |                             |
| Chrysler   | Auburn Hills, Estats Units | 1925     | 2011-Actualitat |                             |
| Dodge      | Auburn Hills, Estats Units | 1914     | 2011-Actualitat |                             |
| Jeep       | Toledo, Estats Units       | 1941     | 2011-Actualitat |                             |
| RAM        | Auburn Hills, Estats Units | 2009     | 2011-Actualitat |                             |
| Grup FCA   | Torí, Italia               | 1899     | Total           |                             |

## Govern corporatiu
L'executiu en cap, la direcció i al voltant de 22 treballadors operen des de Londres. Les altres activitats operatives del nou grup romanen sense canvis, amb la producció, el disseny i els serveis d'enginyeria localitzats principalment a Torí (Itàlia) i Auburn Hills (Michigan, Estats Units), però també a altres llocs com el Canadà, l'Índia, Mèxic, el Brasil, Argentina, Polònia i la Xina.
Junta directiva
Els membres executius de la junta directiva de FCA són, a data d'octubre de 2014: John Elkann (president) i Sergio Marchionne (executiu en cap), amb els directors no executius Ronald L. Thompson, Andrea Agnelli, Tiberto Brandolini d'Adda, Glenn Earle, Valerie A. Mars, Ruth J. Simmons, Patience Wheatcroft, Stephen Wolf i Ermenegildo Zegna.

## Subsidiàries
FCA té organitzat el seu negoci automobilístic en dues empreses subsidiàries: FCA Italy (prèviament Fiat Group Automobiles) i FCA US (prèviament Chrysler Group). Ambdós noms foren anunciats el desembre de 2014.
FCA Italy inclou les marques automobilístiques italianes: Abarth, Alfa Romeo, Fiat, Fiat Professional, Lancia i el fabricant de motors Fiat Powertrain, amb la seva subsidiària VM Motori.
FCA US inclou les marques americanes: Chrysler, Dodge, Jeep i Ram Trucks, més l'empresa de recanvis i serveis Mopar.
Altres empreses inclouen les de cotxes de luxe (Maserati, Ferrari) i components (Magneti Marelli, fabricants d'il·luminació per cotxes, així com empreses que treballen en l'automatització de la producció (Comau) i foneries de metall (Teksid, 84,8% de participació). Altres joint ventures i subsidiàries queden sota el paraigua de les empreses FCA Itàlia i FCA US.
FCA també participa en mitjans de comunicació impresos i publicitat mitjançant la seva subsidiària Italiana Editrice (editora dels diaris italians La Stampa i Il Secolo XIX) i una participació a RCS Media Group.